# 北添佶摩
北添 佶磨（きたぞえ きつま、天保4年3月5日（1833年4月24日） - 元治元年6月5日（1864年7月8日））は、江戸時代末期（幕末）の尊皇攘夷派志士。幼名は源五郎、元服して正佶（まさただ）と名乗る。通称は佶麿（よしまろ）、変名は本山七郎。池田屋事件の「階段落ち」で知られる。
土佐藩高岡郡岩目地（いわめじ）村の庄屋北添与五郎の五男で、西田可蔵の弟。17歳で庄屋職を継ぎ、19歳のとき高北九ヶ村の大庄屋となる。1861年（文久元年）、武市瑞山を盟主とする土佐勤王党に参加する。妻と離別した後、有馬温泉への療養と称して京都に入り、諸国の有志と交わった。
本山七郎を名乗って江戸へ出て、大橋正寿の門人となり同志と共に学ぶ。文久3年（1863年）、安岡直行、能勢達太郎、小松小太郎と共に奥州や蝦夷地などを周遊する。この経験から、京にあふれている浪士たちをそのまま蝦夷地に移住させ、対ロシアを意識した屯田兵として、治安回復と北方警備を一挙に担わせる計画を発音する。なお、この策には坂本龍馬が関与していたとされ、事実、龍馬は計画実現のために大久保一翁などに働きかけている。
その後、京都で雙樹院如雲を暗殺する事件を起こし、土佐藩から帰国命令を無視して脱藩する。これ以降、本山七郎という変名を用いる。その後、所属していた神戸海軍操練所の塾頭であった坂本龍馬に過激な尊皇攘夷派とは交流を絶つべきであると諭されたにもかかわらず、同じく土佐出身の望月亀弥太らと京都へ赴いて公卿達と面会を重ねた。しかし、元治元年（1864年）6月5日の池田屋事件に遭遇し死亡した。この際、新選組によって斬殺されたと思われていたが、近年の研究によって自刃して果てたことが判明している。享年32。
明治24年（1891年）、従四位を贈られた。

## フィクション
子母澤寛の『新選組始末記』においては、池田屋事件の際、新撰組の近藤勇によって北添佶摩が斬られ、2階階段から壮絶に転がり落ちる、いわゆる階段落ちのシーンが生々しく描かれており、このシーンはつかこうへいの戯曲『蒲田行進曲』においても重要なプロットとなっている。しかし、上述の通り、池田屋事件の際は自刃していることが判明しており、このシーンは子母澤の創作であると考えられている。

## 関連作品
漫画
- 『お〜い!竜馬』

小説
- 『新選組始末記』
- 『池田屋乱刃』(伊東潤、講談社文庫)

映画
- 『蒲田行進曲』